# Фетбайк

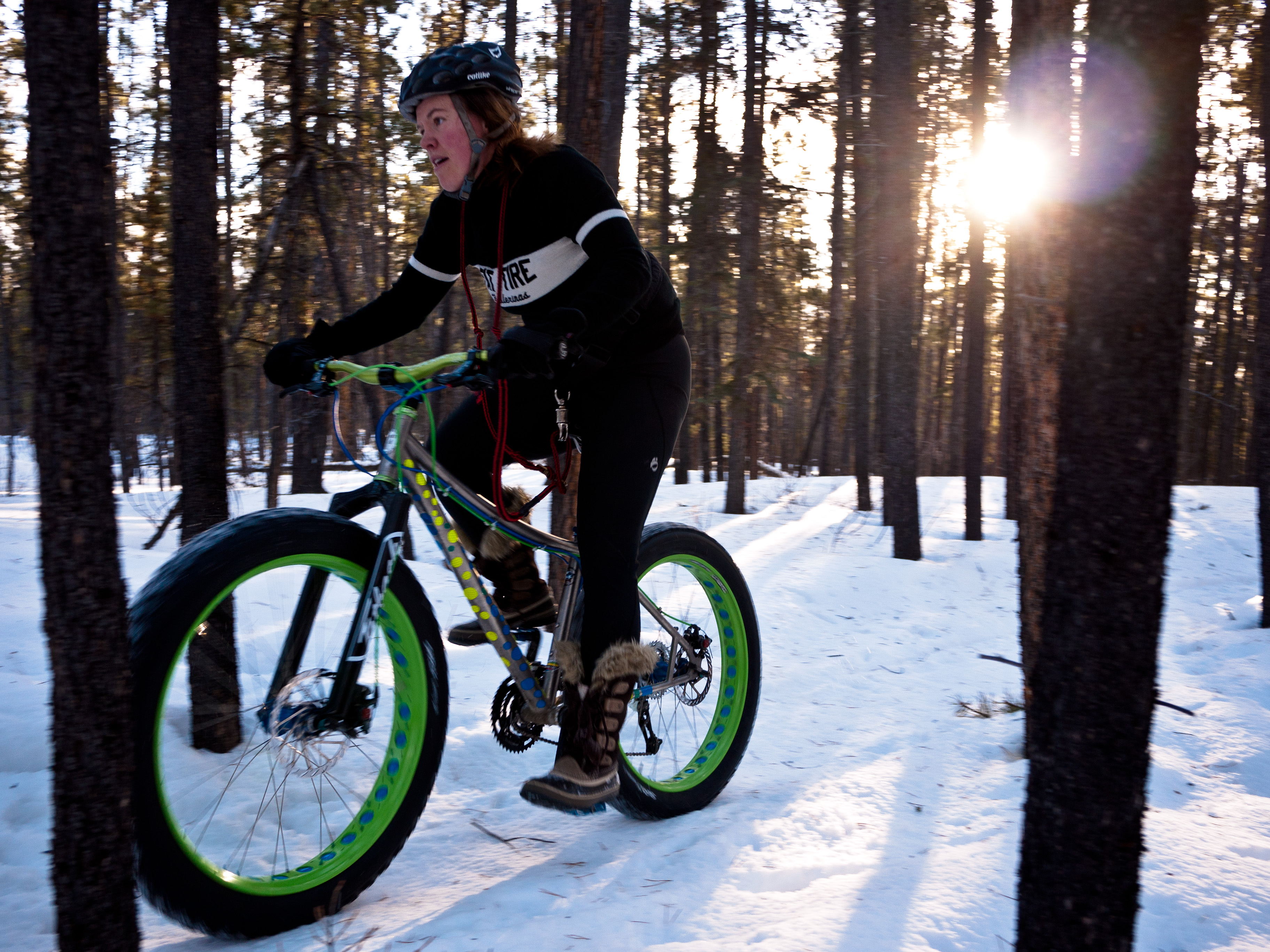

Фетбайк (англ. Fatbike від fat - «товстий») — це позашляховий велосипед з великими шинами, що дозволяє їздити на м'якій нестабільній місцевості, такій як сніг, пісок, болота.

## Особливості
Володіє підвищеною прохідністю по різних типах м'яких поверхонь, які погано або зовсім не прохідні на інших типах велосипедів, як то: сніг, пісок, висока трава і т.д. При експлуатації тиск в камерах знаходиться в межах від 0,2 атм. до 2 атм. Ширина покришок - від 3,5 до 5 дюймів (Vee Tire 2XL 5.6 "prototypes), ширина ободів - від 65 до 100 мм. Саме низький тиск в камері є ключовим в цьому типі велосипеда поряд з шириною покришки.

## Історія створення

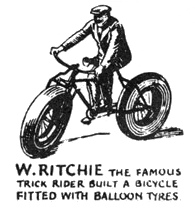
Картинка з серії «Дивно, але правда», що випускається фірмою Currys до 1932 року

Одна з перших згадок про велосипеди на товстих покришках (шинах низького тиску) зустрічається в серії рекламних картинок «Дивно, але правда» (англ. "Strange but True"), що публікуються фірмою "Currys" в велосипедній пресі в період до 1932 року.У сьомому випуску серії розміщено зображення людини на велосипеді з товстими покришками з коментарем: «В. Рітчі (англ. W. Ritchie), знаменитий райдер-трюкач зробив велосипед з товстими покришками »(шинами низького тиску, англ. Balloon tyres).
«Батьком» фет-байка вважається Марк Грюнвальд (Mark Gronewald), який придумав термін fatbike. Він живе на Алясці. Тридюймові покришки розтягувалися на 80-міліметрових ободах до ширини приблизно 3,5 дюйма. Спочатку Fatbikes використовувались саме на Алясці для їзди по снігу. 
Про появу першого серійного фет-байка "SURLY PUGSLEY" знаменитий веломеханік Шелдон Браун говорив: «Pugsley is, in its way, as revolutionary as the original mountain bikes were in the early 1980s.» ( «Пагслі це, в своєму роді, така ж революція, як і поява гірського велосипеда на початку 1980-х »). Але особливістю сучасного фет-байка є не тільки широке колесо, що було і раніше, але й широкий обід, крізь який видно гуму камери.
З 2013-2014 років широке застосування отримали фетбайки зі застосуванням новітніх технологій: карбонових рам, ободів та інших компонентів. Такі велосипеди можуть важити менше 10 кг, а по керованості мало програвати стандартним гірським велосипедам.

## Сучасний стан
Для спортсменів, які виступають на фетбайках, проводяться змагання, наприклад «Pugsley World Championships» (Чемпіонат світу Pugsley) в м Декору, штат Айова.
Гонка проводиться в лютому на трасі, покритій снігом. Цікаво, що поряд з фірмою SURLY в числі спонсорів цього чемпіонату виступає пивоварна компанія New Belgium Brewing Company, флагманським сортом пива якої є «Fat Tire» («Товста покришка»).
Всесвітній день фет-байка відзначається в перші вихідні дні грудня.

## Галерея

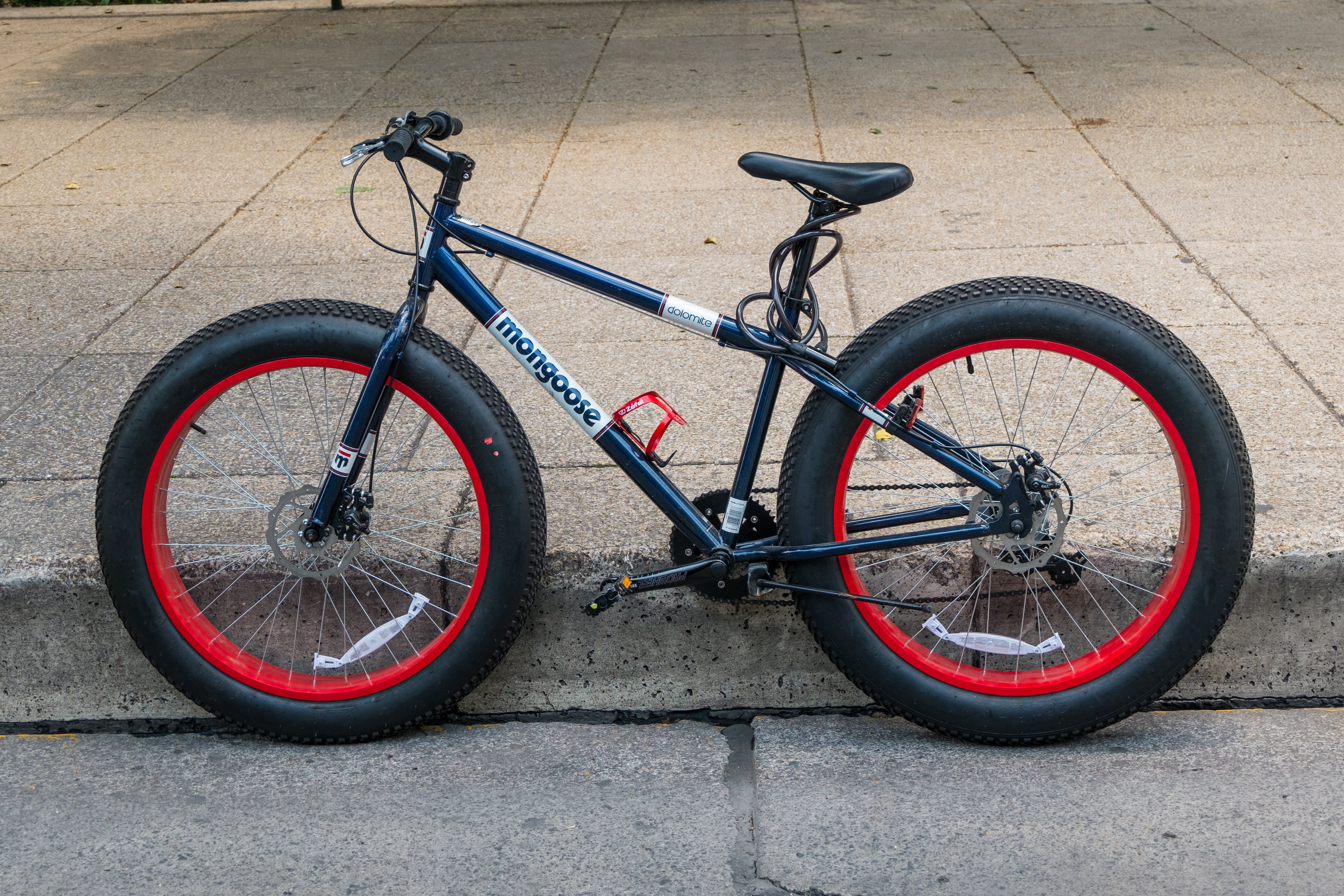
Фетбайк у Мексиці
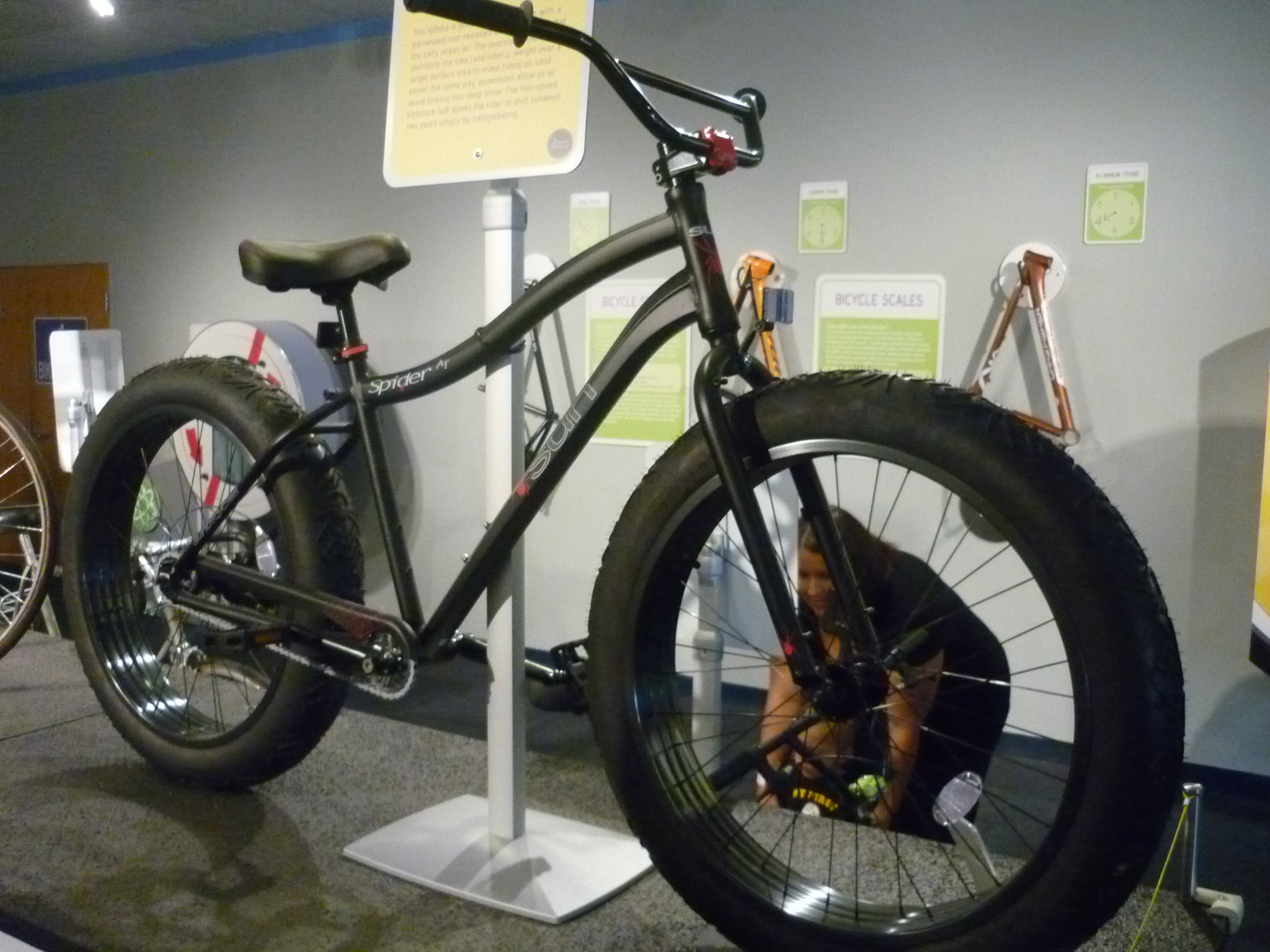
Sun Spider AT в Carnegie Science Center
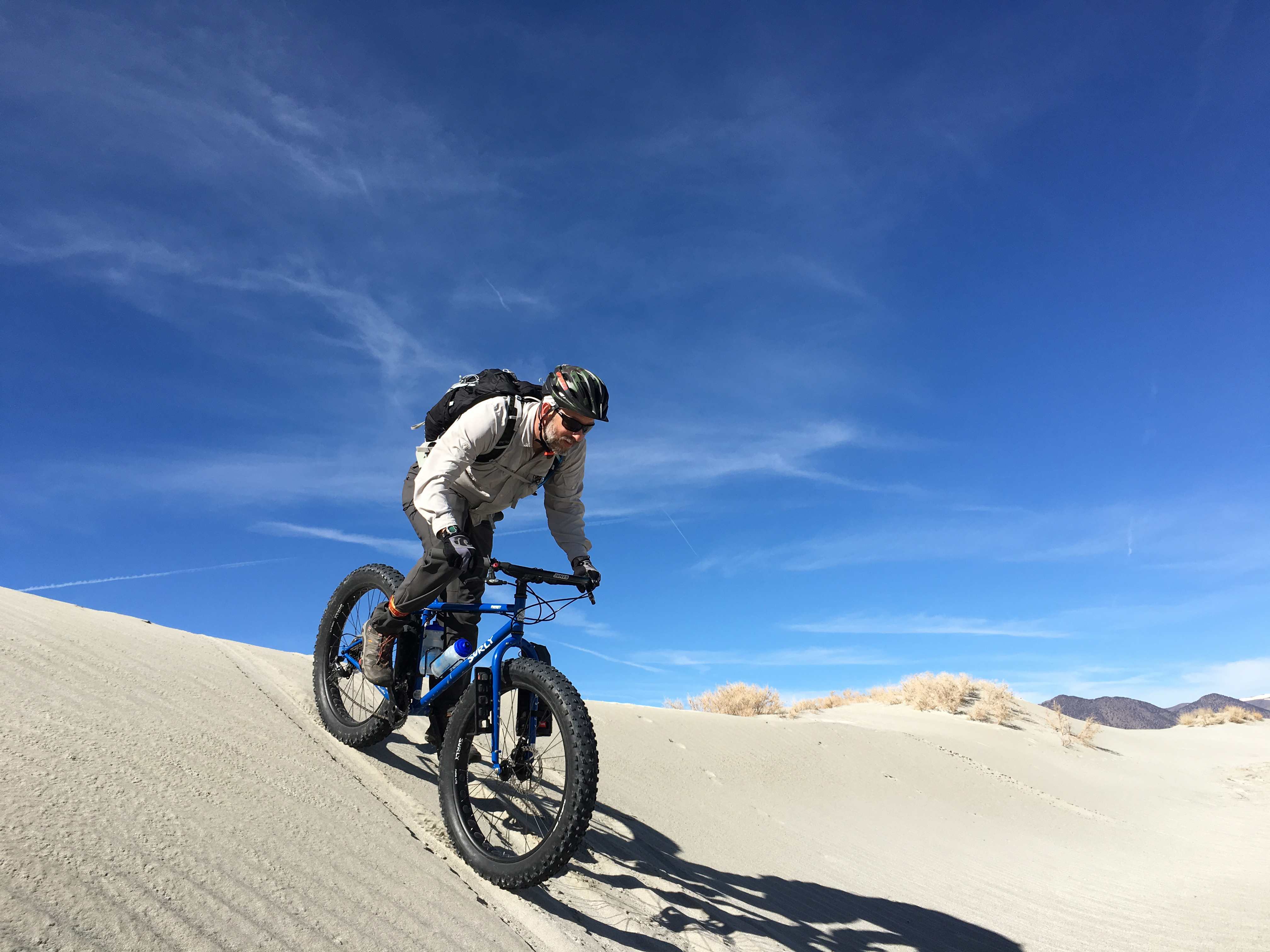
На піску